# Liste der Kulturdenkmale in Brücken-Hackpfüffel
In der Liste der Kulturdenkmale in Brücken-Hackpfüffel sind alle Kulturdenkmale der Gemeinde Brücken-Hackpfüffel und ihrer Ortsteile aufgelistet. Grundlage ist das Denkmalverzeichnis des Landes Sachsen-Anhalt, das auf Basis des Denkmalschutzgesetzes des Landes Sachsen-Anhalt vom 21. Oktober 1991 durch das Landesamt für Denkmalpflege und Archäologie Sachsen-Anhalt erstellt und seither laufend ergänzt wurde (Stand: 25. Februar 2015).

## Kulturdenkmale nach Ortsteilen

### Brücken (Helme)
| Lage                                                                            | Bezeichnung    | Beschreibung | Erfassungs- nummer | Ausweisungsart | Bild           |
| ------------------------------------------------------------------------------- | -------------- | --- | ------------------ | -------------- | -------------- |
| am südlichen Helmedamm, ca. 40 m westlich der Straße Wallhausen-Brücken (Karte) | Gedenkstein    | Asseburger Kreuz | 094 07964          | Kleindenkmal   | BW             |
| Hauptstraße                                                                     | Gutshaus       | | 094 81861          | Baudenkmal     |                |
| Hauptstraße (Karte)                                                             | Kirche         | Hauptarktikel: St. Aegidien (Brücken) | 094 81804          | Baudenkmal     | Weitere Bilder |
| Hauptstraße nordwestlich der Kirche in Grünanlage (Karte)                       | Kriegerdenkmal | | 094 81810          | Baudenkmal     | BW             |
| Hauptstraße, gegenüber von Hauptstraße 13/14 in Grünanlage                      | Gedenkstein    | | 094 08003          | Kleindenkmal   |                |
| Hauptstraße 126 (Karte)                                                         | Wohnhaus       | | 094 81920          | Baudenkmal     | BW             |
| Hauptstraße 126a (Karte)                                                        | Wohnhaus       | | 094 81957          | Baudenkmal     | BW             |
| Hauptstraße 144 (Karte)                                                         | Wohnhaus       | | 094 81962          | Baudenkmal     | BW             |
| Hauptstraße 162 (Karte)                                                         | Pfarrhaus      | Das massive Erdgeschoss des zweistöckigen Fachwerkbaus wurde im Jahr 1518 errichtet. Aus einem Umbau im Jahr 1848 stammen die Fenstergewände sowie die Steinverkleidung am Gebäude. | 094 81964          | Baudenkmal     | BW             |
| Hauptstraße 179 (Karte)                                                         | Bauernhof      | | 094 81984          | Baudenkmal     | BW             |
| Hauptstraße 19 (Karte)                                                          | Wohnhaus       | | 094 30584          | Baudenkmal     | BW             |
| Hauptstraße 194 (Karte)                                                         | Gasthof        | Krause | 094 82004          | Baudenkmal     | BW             |
| Hauptstraße 25,26,27 (Karte)                                                    | Straßenzeile   | | 094 81903          | Denkmalbereich | BW             |
| Kreisstraße, Sittendorfer Weg                                                   | Gedenkstein    | | 094 82062          | Kleindenkmal   |                |
| Schmiedegasse 158 (Karte)                                                       | Wohnhaus       | | 094 82005          | Baudenkmal     | BW             |
| Untere Mühlgasse 211 (Karte)                                                    | Schloss        | Das ehemalige Gutshaus ist ein langgestreckter, zweigeschossiger Bruchsteinbau welcher am Anfang des 16. Jahrhunderts errichtet wurde. Am heute stark veränderten Äußeren befinden sich vier spitzbogige Portale, an deren Rahmungen sich überschneidendes Stabwerk befindet. Im Erdgeschoss des Gebäudes befinden sich Kreuzgratgewölbe. | 094 82084          | Baudenkmal     | Schloss        |
| Weidegasse am nördlichen Ortsrand (Karte)                                       | Brücke         | | 094 82104          | Baudenkmal     | BW             |
| Weidegasse 185 (Karte)                                                          | Bauernhof      | | 094 82111          | Baudenkmal     | BW             |

### Hackpfüffel
| Lage                                                                    | Bezeichnung    | Beschreibung                                 | Erfassungs- nummer | Ausweisungsart | Bild        |
| ----------------------------------------------------------------------- | -------------- | -------------------------------------------- | ------------------ | -------------- | ----------- |
| westlich vorm Ort an der Böschung der ehemaligen Kleinbahnlinie (Karte) | Gedenkstein    |                                              | 094 84506          | Kleindenkmal   | Gedenkstein |
| Brauhausgasse 42, 44, 45, 46, 48, 49 (Karte)                            | Straßenzug     |                                              | 094 81724          | Denkmalbereich | BW          |
| Brück’sche Straße (Karte)                                               | Park           |                                              | 094 81715          | Baudenkmal     | BW          |
| Entenplan 22 (Karte)                                                    | Bauernhof      |                                              | 094 81716          | Baudenkmal     | BW          |
| Entenplan 35 (Karte)                                                    | Bauernhof      |                                              | 094 81717          | Baudenkmal     | BW          |
| Gut 1, 2 (Karte)                                                        | Gutshof        | Hauptartikel: Rittergut Hackpfüffel          | 094 81714          | Baudenkmal     | BW          |
| Kirchgasse (Karte)                                                      | Kirche         | Hauptartikel: St.-Annen-Kirche (Hackpfüffel) | 094 81721          | Baudenkmal     | Kirche      |
| Kirchgasse 11 (Karte)                                                   | Bauernhaus     |                                              | 094 81722          | Baudenkmal     | BW          |
| Kirchgasse 13, 16 (Karte)                                               | Straßenzeile   |                                              | 094 81720          | Denkmalbereich | BW          |
| Lange Straße 39, 50 (Karte)                                             | Straßenzeile   |                                              | 094 81719          | Denkmalbereich | BW          |
| Riethnordhäuser Straße Friedhof (Karte)                                 | Feierhalle     |                                              | 094 81726          | Baudenkmal     | BW          |
| Riethnordhäuser Straße 60                                               | Tagelöhnerhaus |                                              | 094 81725          | Baudenkmal     |             |
| Schenkplatz 10 (Karte)                                                  | Bauernhof      |                                              | 094 81723          | Baudenkmal     | BW          |

## Legende
In den Spalten befinden sich folgende Informationen:
- Lage: Nennt den Straßennamen und wenn vorhanden die Hausnummer des Kulturdenkmals. Die Grundsortierung der Liste erfolgt nach dieser Adresse. Der Link „Karte“ führt zu verschiedenen Kartendarstellungen und nennt die geographischen Koordinaten.
Link zu einem Kartenansichtstool, um Koordinaten zu setzen. In der Kartenansicht sind Baudenkmale ohne Koordinaten mit einem roten bzw. orangen Marker dargestellt und können in der Karte gesetzt werden. Baudenkmale ohne Bild sind mit einem blauen bzw. roten Marker gekennzeichnet, Baudenkmale mit Bild mit einem grünen bzw. orangen Marker.
- Offizielle Bezeichnung: Nennt den Namen, die Bezeichnung oder zumindest die Art des Kulturdenkmals und verlinkt, soweit vorhanden, auf den Artikel zum Objekt.
- Beschreibung: Nennt bauliche und geschichtliche Einzelheiten des Kulturdenkmals, vorzugsweise die Denkmaleigenschaften.
- Erfassungsnummer: Für jedes Kulturdenkmal wird in Sachsen-Anhalt eine 20stellige Erfassungsnummer vergeben. Die letzten zwölf Ziffern werden für die Untergliederung nach Teilobjekten genutzt und werden nur angegeben, soweit vergeben. In dieser Spalte kann sich folgendes Icon  befinden, dies führt zu Angaben zu diesem Baudenkmal bei Wikidata.
- Ausweisungsart: Die Einordnung des Denkmales nach § 2 Abs. 2 DenkmSchG LSA
- Bild: Ein Bild des Denkmales, und gegebenenfalls einen Link zu weiteren Fotos des Kulturdenkmals im Medienarchiv Wikimedia Commons. Wenn man auf das Kamerasymbol klickt, können Fotos zu Kulturdenkmalen aus dieser Liste hochgeladen werden: